# Hélia Abranches de Soveral
Hélia Abranches de Soveral (3 de Maio de 1919, Viseu - 14 de Maio de 2009, Porto) foi pianista, professora do Conservatório de Música do Porto e directora e fundadora da Escola de Música do Porto, da Escola Profissional de Música do Porto e do Conservatório Regional de Música de Viseu.
Iniciou os seus estudos musicais de piano com a Madre Casanova, que a propôs a exames, como aluna externa, no Conservatório Nacional de Lisboa, onde concluiu o Curso Geral de Piano. Diplomou-se no Conservatório de Música do Porto, na classe do professor e compositor Luís Costa. Estudou com Guido Agosti, na Accademia Musicale Chigiana em Siena; Reine Gianoli e Isabelle Ponciu, em Paris, como bolseira da Fundação Calouste Gulbenkian. Tomou parte, como executante, tocando seis estudos de Chopin, no último Curso de Interpretação dado por Alfred Cortot em Paris. Deu inúmeros recitais e concertos, a solo e com orquestra. Compositores como Cláudio Carneyro, Luís Costa e Berta Alves dedicaram-lhe peças musicais.
A Escola de Música do Porto - por onde passaram nomes tão consagrados como Pedro Burmester, António Pinho Vargas,  Madalena Abranches de Soveral Torres, sua filha, Isabel Soveral, sua sobrinha, e tantos outros -, e a Escola Profissional de Música do Porto - onde se formou uma nova geração de músicos que hoje são solistas ou integram as orquestras nacionais -, foram os grandes projectos da sua visa profissional, que levou a cabo com determinação inovadora e sagaz coragem, sabendo não só da importância da música como parte importante da formação, mas também da necessidade de os músicos terem uma educação cultural alargada, integrado portanto, no que foi pioneira, várias cadeiras de cultura geral nos cursos de música das suas escolas.
Com o mesmo espírito fundou ainda o Conservatório Regional de Música de Viseu / Dr. José de Azeredo Perdigão, na cidade donde era natural.
Casou com Joaquim Ferreira Torres, nascido a 21 de Março de 1919, em Paços de Ferreira, e falecido a 23 de Janeiro de 1973, no Porto, escritor e historiador com vasta obra publicada. Foram pais, nomeadamente, da consagrada pianista Madalena Abranches de Soveral Torres, também aluna de sua mãe.